# Кирхберг (Хунсрюк)
Кирхберг (нем. Kirchberg) — город в Германии, в земле Рейнланд-Пфальц.
Входит в состав района Рейн-Хунсрюк. Подчиняется управлению Кирхберг. Население составляет 3671 человек (на 31 декабря 2010 года). Занимает площадь 18,05 км². Официальный код — 07 1 40 067.

## Фотографии

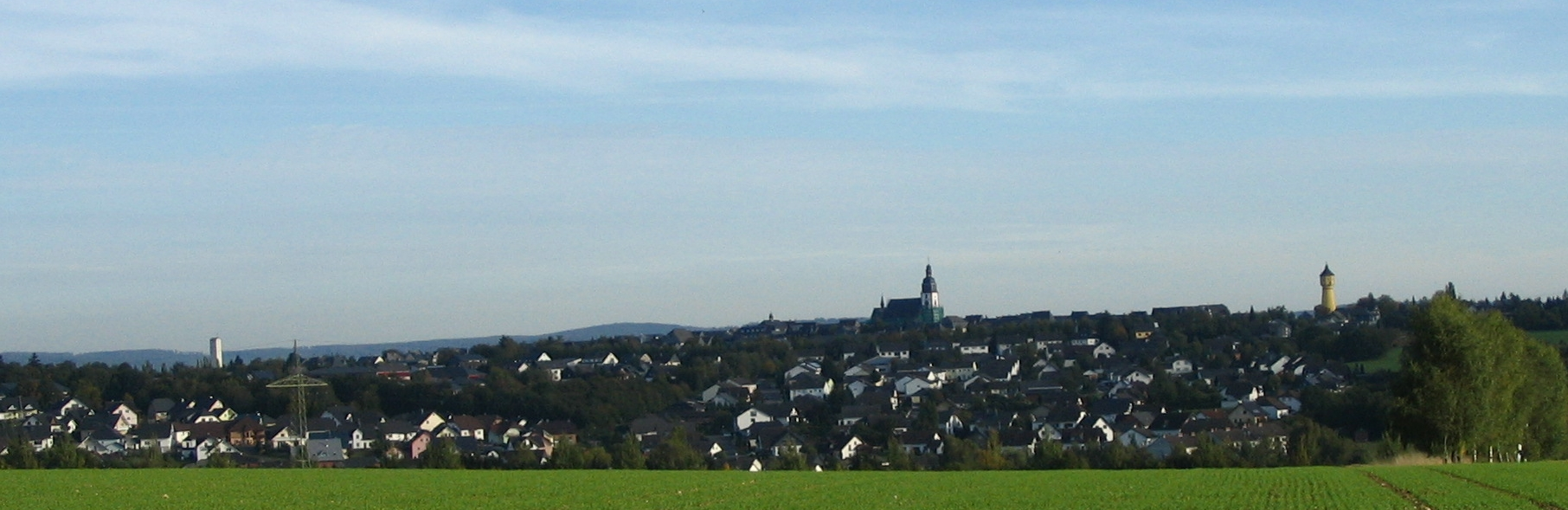
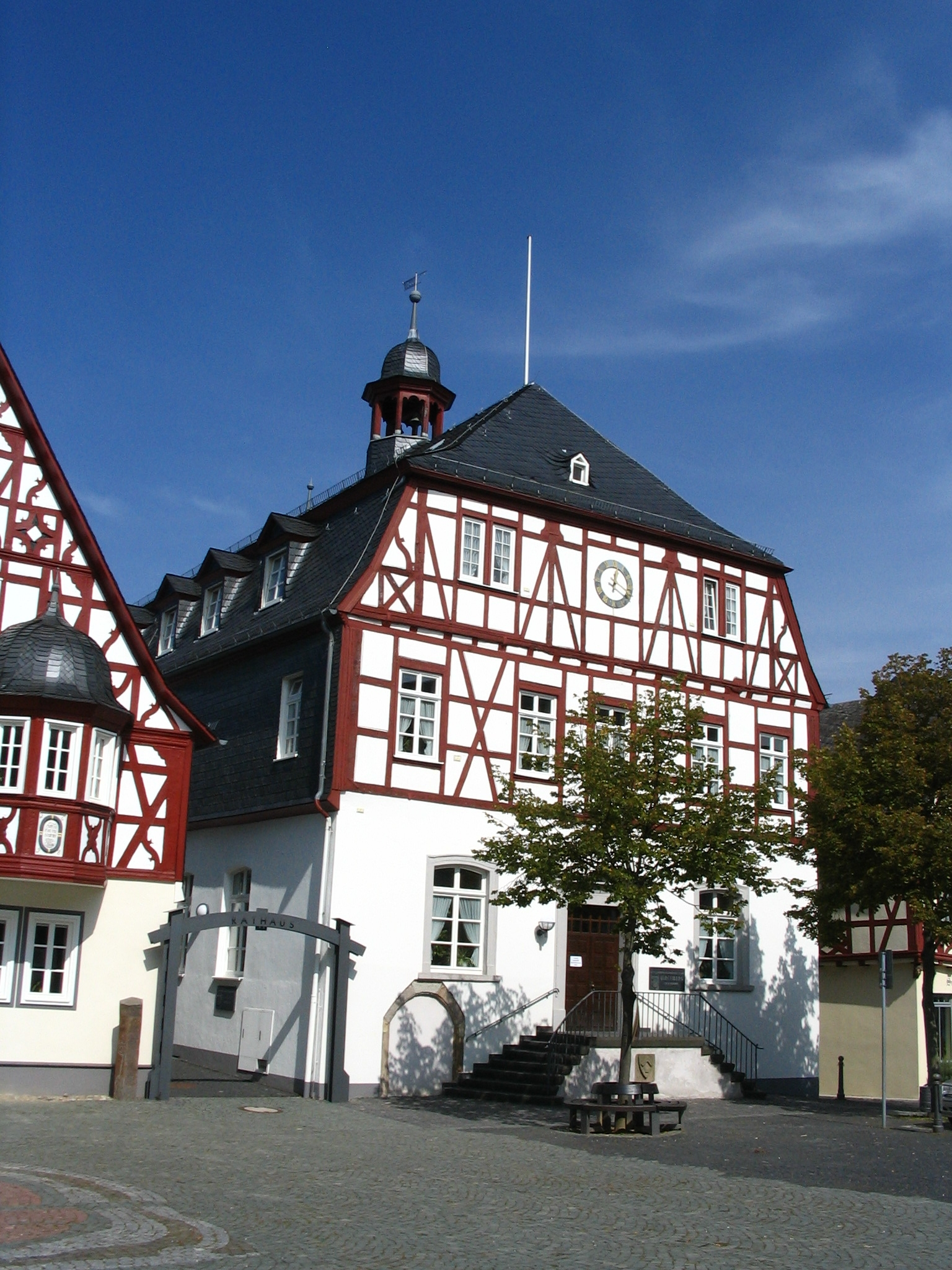
Ратуша
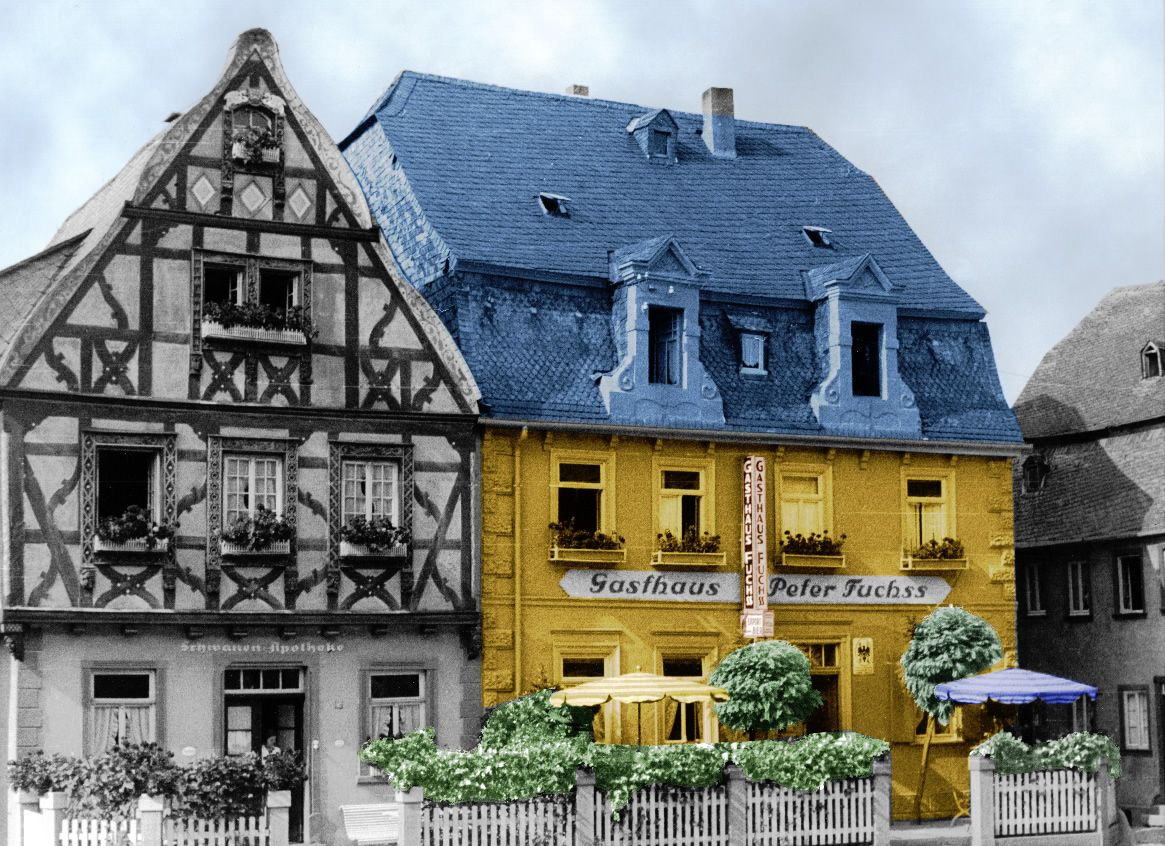
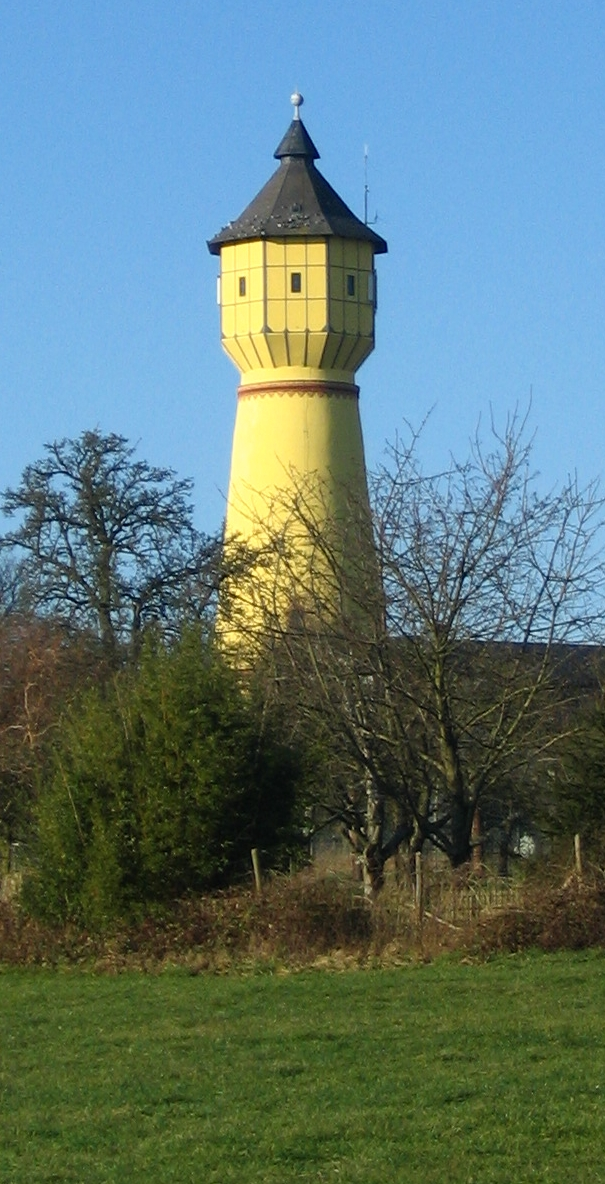
Водонапорная башня